# Have You Never Been Mellow
Pour l’article ayant un titre homophone, voir have You Ever Been Mellow.
Cet article concerne l'album. Pour le single homonyme, voir Have You Never Been Mellow (chanson).
Have You Ever Been Mellow est un album studio de la chanteuse anglo-australienne Olivia Newton-John.

## Production
Le single et l'album se hissent tous deux hissés en tête de leurs classements respectifs aux États-Unis (le Billboard Hot 100 et le Billboard 200). La chanson-titre et sa suite, Please Mr. Please, se classent toutes deux dans les dix premières places de trois classements du Billboard Hot 100, Adult Contemporary et Country. La chanson-titre est le premier single de Newton-John à être classé au Japon, où il atteint la 26e place du classement Oricon des singles.
Newton-John est nommée aux Grammy Awards pour la meilleure performance vocale féminine pop pour son travail sur la chanson Have You Never Been Mellow, mais elle perd face à At Seventeen de Janis Ian. L'album est également nommé album pop/rock préféré aux American Music Awards de 1976, battant Eagles et Elton John.
L'album est certifié disque d'or aux États-Unis et compte à 169 380 exemplaires vendus au Japon.

## Liste des pistes
| 1. | Have You Never Been Mellow       | 3:33 |
| 2. | Loving Arms                      | 2:56 |
| 3. | Lifestream                       | 2:38 |
| 4. | Goodbye Again                    | 3:59 |
| 5. | Water Under the Bridge           | 3:05 |
| 6. | I Never Did Sing You a Love Song | 2:47 |

| 7.  | It's So Easy           | 3:10 |
| 8.  | The Air that I Breathe | 3:52 |
| 9.  | Follow Me              | 3:03 |
| 10. | And in the Morning     | 4:36 |
| 11. | Please Mr. Please      | 3:22 |

| 12. | I Honestly Love You | 3:22 |

| 12. | If You Love Me (Let Me Know) | 3:12 |

## Classements

### Classements hebdomadaires
| Classements (1975)                   | Meilleure position |
| ------------------------------------ | ------------------ |
| Australie (Kent Music Report)        | 13                 |
| Canada (Canadian Albums)             | 3                  |
| Japon (Oricon)                       | 4                  |
| Royaume-Uni (UK Albums Chart)        | 37                 |
| États-Unis (Billboard 200)           | 1                  |
| États-Unis (Top Country Albums)      | 1                  |
| États-Unis (Cash Box Top Albums)     | 1                  |
| États-Unis (Cash Box Country Albums) | 1                  |

### Classements annuels
| Classement (1975)                            | Position |
| -------------------------------------------- | -------- |
| Canada (Top Albums/CDs) (RPM)                | 18       |
| États-Unis (Billboard 200)                   | 13       |
| États-Unis US Top Country Albums (Billboard) | 4        |

## Certifications et ventes
| Région                                                                  | Certification | Ventes/Streams |
| ----------------------------------------------------------------------- | ------------- | -------------- |
| Canada (Music Canada)                                                   | Platine       | 200 000^       |
| Japon                                                                   |               | 169 380        |
| États-Unis (RIAA)                                                       | Or            | 500 000^       |
| ^Mise en rayon selon la certification xNon précisé par la certification |               |                |